# Trio of Doom
Trio of Doom est le CD d'un concert donné le 3 mars 1979 à La Havane dans le cadre du festival Havana Jam, avec Jaco Pastorius, le batteur Tony Williams et John McLaughlin à la guitare.

## Titres
| No  | Titre                                     | Musique         | Durée |
| --- | ----------------------------------------- | --------------- | ----- |
| 1.  | Drum improvisation (Live)                 | Tony Williams   | 2:46  |
| 2.  | Dark prince (Live)                        | John McLaughlin | 6:36  |
| 3.  | Continuum (Live)                          | Jaco Pastorius  | 5:11  |
| 4.  | Para oriente (Live)                       | Tony Williams   | 5:41  |
| 5.  | Are you the one, are you the one ? (Live) | John McLaughlin | 4:51  |
| 6.  | Dark prince (Studio)                      | John McLaughlin | 4:11  |
| 7.  | Continuum (Studio)                        | Jaco Pastorius  | 3:49  |
| 8.  | Para oriente (Alternate take 1 - studio)  | Tony Williams   | 1:05  |
| 9.  | Para oriente (Alternate take 2 - studio)  | Tony Williams   | 0:20  |
| 10. | Para oriente (Studio)                     | Tony Williams   | 5:28  |

## Musiciens
- Jaco Pastorius, basse
- Tony Williams, batterie
- John McLaughlin, guitare